# El Zorrillo, Guanajuato
El Zorrillo är en ort i Mexiko.   Den ligger i kommunen San José Iturbide och delstaten Guanajuato, i den centrala delen av landet, 210 km nordväst om huvudstaden Mexico City. El Zorrillo ligger 2 276 meter över havet och antalet invånare är 333.
Terrängen runt El Zorrillo är huvudsakligen kuperad, men åt nordväst är den platt. Terrängen runt El Zorrillo sluttar norrut. Runt El Zorrillo är det ganska tätbefolkat, med 62 invånare per kvadratkilometer. Närmaste större samhälle är San José Iturbide, 10,7 km väster om El Zorrillo. I omgivningarna runt El Zorrillo växer huvudsakligen savannskog.